# Collegi Riuniti "Principe di Napoli"
I Collegi Riuniti "Principe di Napoli" sono stati un istituto pubblico di assistenza e beneficenza operante a Napoli dal 1942 sino allo scioglimento nel 1980.

## Storia
Con la legge n. 995 del 17 luglio 1942, gli enti di beneficenza cittadina furono accorpati in un'unica IPAB sotto la guida amministrativa dell'Opera Pia Real Albergo dei Poveri in Napoli con sede centrale in piazza Carlo III che ne assorbì anche gli archivi e tutta la documentazione loro pertinente. Tra questi i Collegi Riuniti per le Figlie del Popolo, la Casa Paterna Ravaschieri, l'Asilo Carlo Wan den Heuwel, L'Opera Pia Baldacchini Gargano, la Fondazione Armando Diaz, parte del patrimonio dell'Opera Pia Carafa in Sant'Arcangelo all'Arena e parte del patrimonio dell'Opera Pia SS. Pietro e Gennaro extra moenia, l'Istituto Vittorio Emanuele III e l'Asilo Regina Margherita. Fu così formato l'Ente denominato Collegi Riuniti "Principe di Napoli". 
Infine esso fu sciolto con legge n. 616 del 24 luglio 1977, Legge regionale n. 65 dell'11 novembre 1980 e del Decreto del Presidente della Giunta Regionale della Campania n. 7287 del 10 aprile 1981 i beni e le funzioni dell'Ente Collegi Riuniti "Principe di Napoli" sono stati attribuiti al Comune di Napoli da maggio 1981.